# Nemzeti Agrárgazdasági Kamara
A Nemzeti Agrárgazdasági Kamara (rövidítve:NAK, teljes nevén Magyar Agrár-, Élelmiszergazdasági és Vidékfejlesztési Kamara )  önálló jogi személyiséggel rendelkező önkormányzati és közfeladatokat ellátó köztestület, amelyet a 2012. évi CXXVI. törvény hozott létre. 2013. március 28-án alakult meg. 
A NAK elnöke Papp Zsolt György. 

## Feladatai
- A magyar agrár- és élelmiszerszektor egységes és hatékony képviselete.
- Feladata a hazai agrár- és élelmiszerszektor erősítése, érdekeinek érvényesítése, a magyar élelmiszerek versenyképességének támogatása, továbbá a szaktanácsadás, ezen kívül gyors, pontos és megbízható információk eljuttatása a gazdálkodókhoz.

## Székhelye
1115 Budapest, Bartók Béla út 105-113. (Bartók Udvar)

## Jogállása
Az agrárkamara az agrárgazdasági tevékenységet végzők e törvény által létrehozott önálló jogi személyiséggel rendelkező önkormányzati és közfeladatokat ellátó köztestülete.
Az agrárkamara önkormányzati és közfeladatait e törvényben, az alapszabályban, valamint a kamara önkormányzati szabályzatában meghatározottak szerint
a) testületi szervei,
b) tisztségviselői és
c) ügyintéző szervezete útján látja el.
Az agrárkamara - külön törvény rendelkezései szerint - jogosult kezdeményezni közhasznú szervezetként történő nyilvántartásba vételét.
Az agrárkamarát a Fővárosi Törvényszék a civil szervezetek bírósági nyilvántartásáról és az ezzel összefüggő eljárási szabályokról szóló 2011. évi CLXXXI. törvény rendelkezései szerint veszi nyilvántartásba. Az agrárkamara megszűnésére és a megszűnő agrárkamara bírósági nyilvántartásból való törlésének kezdeményezésére az egyesülési jogról, a közhasznú jogállásról, valamint a civil szervezetek működéséről és támogatásáról szóló 2011. évi CLXXV. törvény rendelkezéseit kell alkalmazni.